# Бельвиль (станция метро)
Бельвиль (фр. Belleville) — пересадочный узел линий 2 и 11 Парижского метрополитена. Назван по кварталу Бельвиль XX округа Парижа.

## История
- Первым в пересадочном узле открылся зал линии 2, это произошло 31 января 1903 года. 28 апреля 1935 года открылся зал линии 11 в составе участка Шатле — Порт-де-Лила, после чего образовался пересадочный узел.
- Пассажиропоток по станции по входу в 2004 году составил около 10,93 миллионов пассажиров[2]. В 2011 году, по данным RATP, пассажиропоток составил 11 794 952 человек (16 место в системе по данному показателю)[3]. В 2013 году этот показатель снизился до 11 558 246 пассажиров, но, несмотря на это, пересадочный узел поднялся на 15-е место по данному показателю[4].
- 15 декабря 2015 года Совет Парижа проголосовал за утверждение дополнения к названию станции. Новым названием должно было стать Бельвиль - Коммун де Пари 1871, в память о наиболее сильной значимости квартала в истории Парижской коммуны[5]. По состоянию на 2017 год новое название ещё не вступило в силу.

## Путевое развитие
На обеих линиях возле пересадочного узла имеются пошёрстные съезды.

## Галерея
- Зал линии 11
- Расположение выходов из метро на карте Парижа

## Перспективы
В рамках проекта по развитию линии 11 планируется строительство нового выхода на рю де ля Пресентасьон.